# Leichtathletik-Halleneuropameisterschaften 1977
Die 8. Leichtathletik-Halleneuropameisterschaften fanden am 12. und 13. März 1977 in San Sebastián (Spanien) statt. Austragungsort war das Velódromo de Anoeta.

## Ergebnisse Männer

### 60 m
| Platz | Athlet              | Land | Zeit (s) |
| ----- | ------------------- | ---- | -------- |
| 1     | Walerij Borsow      | URS  | 6,59     |
| 2     | Christer Garpenborg | SWE  | 6,60     |
| 3     | Marian Woronin      | POL  | 6,67     |
| 4     | Klaus-Dieter Kurrat | GDR  | 6,69     |
| 5     | Detlef Kübeck       | GDR  | 6,75     |
| 6     | Zenon Licznerski    | POL  | 6,76     |

Finale am 12. März

### 400 m
| Platz | Athlet             | Land | Zeit (s) |
| ----- | ------------------ | ---- | -------- |
| 1     | Alfons Brijdenbach | BEL  | 46,53    |
| 2     | Francis Demarthon  | FRA  | 47,11    |
| 3     | Marian Gęsicki     | POL  | 47,21    |
| 4     | Hector Llatser     | FRA  | 47,47    |
| 5     | Glen Cohen         | GBR  | 47,57    |
| 6     | Edward Antczak     | POL  | 47,82    |

Finale am 13. März

### 800 m
| Platz | Athlet         | Land | Zeit (min) |
| ----- | -------------- | ---- | ---------- |
| 1     | Sebastian Coe  | GBR  | 1:46,5     |
| 2     | Erwin Gohlke   | GDR  | 1:47,2     |
| 3     | Rolf Gysin     | SUI  | 1:47,6     |
| 4     | Wiktor Anochin | URS  | 1:47,7     |
| 5     | Günther Hasler | LIE  | 1:48,0     |
| 6     | Antonio Páez   | ESP  | 1:48,3     |

Finale am 13. März

### 1500 m
| Platz | Athlet              | Land | Zeit (min) |
| ----- | ------------------- | ---- | ---------- |
| 1     | Jürgen Straub       | GDR  | 3:46,5     |
| 2     | Paul-Heinz Wellmann | FRG  | 3:46,6     |
| 3     | János Zemen         | HUN  | 3:46,6     |
| 4     | Anatolii Mamontov   | URS  | 3:46,9     |
| 5     | Henryk Wasilewski   | POL  | 3:47,6     |
| 6     | Wladimir Kanew      | BUL  | 3:48,8     |
| 7     | Francis Gonzalez    | FRA  | 3:49,2     |
| 8     | Eamonn Coghlan      | IRL  | 3:53,5     |

Finale am 13. März

### 3000 m
| Platz | Athlet           | Land | Zeit (min) |
| ----- | ---------------- | ---- | ---------- |
| 1     | Karl Fleschen    | FRG  | 7:57,7     |
| 2     | Pekka Päivärinta | FIN  | 7:59,3     |
| 3     | Markus Ryffel    | SUI  | 8:00,3     |
| 4     | Fernando Cerrada | ESP  | 8:00,6     |
| 5     | Michael Karst    | FRG  | 8:03,2     |
| 6     | Ray Smedley      | GBR  | 8:06,2     |
| 7     | Paul Thys        | BEL  | 8:08,4     |
| 8     | Štefan Polák     | TCH  | 8:08,4     |

Finale am 13. März

### 60 m Hürden
| Platz | Athlet           | Land | Zeit (s) |
| ----- | ---------------- | ---- | -------- |
| 1     | Thomas Munkelt   | GDR  | 7,62     |
| 2     | Wiktor Mjasnikow | URS  | 7,79     |
| 3     | Arto Bryggare    | FIN  | 7,79     |
| 4     | Emile Raybois    | FRA  | 7,87     |
| 5     | Manfred Schumann | FRG  | 7,91     |
| 6     | Jan Pusty        | POL  | 7,91     |

Finale am 13. März

### Hochsprung
| Platz | Athlet           | Land | Höhe (m) |
| ----- | ---------------- | ---- | -------- |
| 1     | Jacek Wszoła     | POL  | 2,25     |
| 2     | Rolf Beilschmidt | GDR  | 2,22     |
| 3     | Ruud Wielart     | NED  | 2,22     |
| 4     | Rune Almén       | SWE  | 2,22     |
| 5     | Bruno Bruni      | ITA  | 2,19     |
| 6     | Edgar Kirst      | GDR  | 2,19     |
| 7     | Francisco Martín | ESP  | 2,19     |
| 8     | Gianni Davito    | ITA  | 2,19     |

Finale am 13. März

### Stabhochsprung
| Platz | Athlet                | Land | Höhe (m) |
| ----- | --------------------- | ---- | -------- |
| 1     | Władysław Kozakiewicz | POL  | 5,51     |
| 2     | Antti Kalliomäki      | FIN  | 5,30     |
| 3     | Mariusz Klimczyk      | POL  | 5,20     |
| 4     | Leszek Hołownia       | POL  | 5,10     |
| 5     | Felix Böhni           | SUI  | 5,10     |
| 6     | Roger Oriol           | ESP  | 5,10     |
| 7     | Jacques Desbois       | FRA  | 5,00     |
| 8     | Tapani Haapakoski     | FIN  | 5,00     |

Finale am 12. März

### Weitsprung
| Platz | Athlet             | Land | Weite (m) |
| ----- | ------------------ | ---- | --------- |
| 1     | Hans Baumgartner   | FRG  | 7,96      |
| 2     | Lutz Franke        | GDR  | 7,89      |
| 3     | László Szalma      | HUN  | 7,78      |
| 4     | Stanisław Jaskułka | POL  | 7,68      |
| 5     | Frank Wartenberg   | GDR  | 7,68      |
| 6     | Carlo Arrighi      | ITA  | 7,61      |
| 7     | Åke Fransson       | SWE  | 7,61      |
| 8     | Gilbert Zante      | FRA  | 7,60      |

Finale am 13. März

### Dreisprung
| Platz | Athlet              | Land | Weite (m) |
| ----- | ------------------- | ---- | --------- |
| 1     | Wiktor Sanejew      | URS  | 16,65     |
| 2     | Jaak Uudmäe         | URS  | 16,46     |
| 3     | Bernard Lamitié     | FRA  | 16,45     |
| 4     | Zdzisław Sobora     | POL  | 16,30     |
| 5     | Janoš Hegediš       | YUG  | 16,11     |
| 6     | Christian Valétudie | FRA  | 16,09     |
| 7     | Roberto Mazzucato   | ITA  | 16,00     |
| 8     | Richard Kick        | FRG  | 15,86     |

Finale am 12. März

### Kugelstoßen
| Platz | Athlet             | Land | Weite (m) |
| ----- | ------------------ | ---- | --------- |
| 1     | Hreinn Halldórsson | ISL  | 20,59     |
| 2     | Geoff Capes        | GBR  | 20,46     |
| 3     | Władysław Komar    | POL  | 20,17     |
| 4     | Reijo Ståhlberg    | FIN  | 19,83     |
| 5     | Jewgeni Mironow    | URS  | 19,57     |
| 6     | Ralf Reichenbach   | FRG  | 19,43     |
| 7     | Alexandr Nossenko  | URS  | 19,00     |
| 8     | Gerhard Steines    | FRG  | 18,98     |

Finale am 13. März

## Ergebnisse Frauen

### 60 m
| Platz | Athletin              | Land | Zeit (s) |
| ----- | --------------------- | ---- | -------- |
| 1     | Marlies Göhr          | GDR  | 7,17     |
| 2     | Ljudmila Storoschkowa | URS  | 7,24     |
| 3     | Rita Bottiglieri      | ITA  | 7,34     |
| 4     | Chantal Réga          | FRA  | 7,35     |
| 5     | Annie Alizé           | FRA  | 7,39     |
| 6     | Sharon Colyear        | GBR  | 7,39     |

Finale am 13. März

### 400 m
| Platz | Athletin              | Land | Zeit (s) |
| ----- | --------------------- | ---- | -------- |
| 1     | Marita Koch           | GDR  | 51,14    |
| 2     | Verona Elder          | GBR  | 52,75    |
| 3     | Jelica Pavličić       | YUG  | 53,49    |
| 4     | Natalja Sokolowa      | URS  | 53,67    |
| 5     | Rosa Colorado         | ESP  | 53,78    |
| 6     | Jarmila Kratochvílová | TCH  | 53,95    |

Finale am 13. März

### 800 m
| Platz | Athletin              | Land | Zeit (min) |
| ----- | --------------------- | ---- | ---------- |
| 1     | Jane Colebrook        | GBR  | 2:01,1     |
| 2     | Totka Petrowa         | BUL  | 2:01,2     |
| 3     | Elżbieta Katolik      | POL  | 2:01,3     |
| 4     | Swetlana Styrkina     | URS  | 2:01,4     |
| 5     | Swetla Slatewa-Kolewa | BUL  | 2:02,2     |
| 6     | Brigitte Koczelnik    | FRG  | 2:05,6     |

Finale am 13. März

### 1500 m
| Platz | Athletin             | Land | Zeit (min) |
| ----- | -------------------- | ---- | ---------- |
| 1     | Mary Stewart         | GBR  | 4:09,4     |
| 2     | Wessela Jazinska     | BUL  | 4:10,0     |
| 3     | Rumjana Tschawdarowa | BUL  | 4:11,3     |
| 4     | Cornelia Bürki       | SUI  | 4:16,8     |
| 5     | Geertje Meersseman   | BEL  | 4:18,2     |

Finale am 13. März

### 60 m Hürden
| Platz | Athletin          | Land | Zeit (s) |
| ----- | ----------------- | ---- | -------- |
| 1     | Ljubow Nikitenko  | URS  | 8,29     |
| 2     | Zofia Filip       | POL  | 8,34     |
| 3     | Rita Bottiglieri  | ITA  | 8,39     |
| 4     | Margit Bartkowiak | GDR  | 8,39     |
| 5     | Danuta Wołosz     | POL  | 8,42     |
| 6     | Ileana Ongar      | ITA  | 8,47     |

Finale am 12. März

### Hochsprung
| Platz | Athletin           | Land | Höhe (m) |
| ----- | ------------------ | ---- | -------- |
| 1     | Sara Simeoni       | ITA  | 1,92     |
| 2     | Brigitte Holzapfel | FRG  | 1,89     |
| 3     | Edit Sámuel        | HUN  | 1,86     |
| 4     | Andrea Mátay       | HUN  | 1,86     |
| 5     | Erika Rudolf       | HUN  | 1,83     |
| 6     | Jordanka Blagoewa  | BUL  | 1,83     |
| 7     | Sabine Fenske      | FRG  | 1,80     |
| 8     | Snežana Hrepevnik  | YUG  | 1,80     |

Finale am 12. März

### Weitsprung
| Platz | Athletin          | Land | Weite (m) |
| ----- | ----------------- | ---- | --------- |
| 1     | Jarmila Nygrýnová | TCH  | 6,63      |
| 2     | Ildikó Erdélyi    | HUN  | 6,55      |
| 3     | Heidemarie Wycisk | GDR  | 6,40      |
| 4     | Tetjana Skatschko | URS  | 6,40      |
| 5     | Anke Weigt        | FRG  | 6,39      |
| 6     | Sue Reeve         | GBR  | 6,23      |
| 7     | Karin Hänel       | FRG  | 6,21      |
| 8     | Jacqueline Curtet | FRA  | 6,19      |

Finale am 13. März

### Kugelstoßen
| Platz | Athletin                | Land | Weite (m) |
| ----- | ----------------------- | ---- | --------- |
| 1     | Helena Fibingerová      | TCH  | 21,46     |
| 2     | Ilona Slupianek         | GDR  | 21,12     |
| 3     | Eva Wilms               | FRG  | 20,87     |
| 4     | Margitta Droese         | GDR  | 20,09     |
| 5     | Swetlana Kratschewskaja | URS  | 19,62     |
| 6     | Beatrix Philipp         | FRG  | 17,35     |
| 7     | Zdeňka Bartoňová        | TCH  | 17,05     |

Finale am 13. März